# عزم على التنفيذ
عزم على التنفيذ (بالإنجليزية: Implementation intention)‏[بحاجة لمصدر] هي إستراتيجية تنظيم ذاتي على هيئة «خطة إذا-ثم» والتي يمكن أن تؤدي إلى تحقيق قدرة أفضل على تحقيق الأهداف، جنبًا إلى جنب مع المساعدة في تغيير السلوك أو العادة. وهي تتبع للعزم على تحقيق الهدف حيث تحدد أجزاء متى وأين وكيف من السلوك المقاد بالهدف. قام عالم النفس بيتر غولوتزر بتقديم مفهوم العزم على التنفيذ في عام 1999. فقد أظهرت دراسات أجريت في عام 1997 وقبل ذلك أن استخدام العزم على التنفيذ يمكن أن ينتج احتمال أكبر لتحقيق الهدف، عبر تحديد مسبق لسلوك مقاد بالهدف محدد ومرغوب به ردًا على حدث مستقبلي أو إشارة.

## وصلات خارجية
- Implementation Intentions and Procrastination, Psychology Today
- Page on Peter Gollwitzer at New York University (includes PDFs of many of his research papers)
- Publications by Todd Rogers at Harvard University